# Vitalicio Seguros
Vitalicio Seguros - Grupo Generali was een Spaanse wielerploeg. De ploeg werd opgericht in 1998 maar werd in 2000, drie wielerseizoenen later, alweer opgeheven. De ploeg had in 1999 met Óscar Freire de wereldkampioen in de gelederen. In totaal won deze ploeg in drie jaar zes etappes in de Vuelta en vier etappes in de Giro d'Italia.

## Grote rondes
| Jaar | Ronde van Italië    | Ronde van Italië                                                               | Ronde van Frankrijk             | Ronde van Frankrijk | Ronde van Spanje                                               | Ronde van Spanje                    |
| Jaar | hoogste klassering  | etappewinst                                                                    | hoogste klassering              | etappewinst         | hoogste klassering                                             | etappewinst                         |
| ---- | ------------------- | ------------------------------------------------------------------------------ | ------------------------------- | ------------------- | -------------------------------------------------------------- | ----------------------------------- |
| 1998 | 5e Daniel Clavero   |                                                                                | voltallige ploeg teruggetrokken |                     | 14e Andrej Zintsjenko                                          | 13e, 15e en 20e Andrej Zintsjenko   |
| 1999 | 9e Daniel Clavero   |                                                                                | 5e Ángel Casero                 |                     | 2e Igor González de Galdeano 9e Iván Parra 10e Santiago Blanco | 1e en 13e Igor González de Galdeano |
| 2000 | 11e Santiago Blanco | Proloog en 20e Jan Hruška 11e Víctor Hugo Peña 17e Álvaro González de Galdeano | geen deelname                   | geen deelname       | 13e Santiago Blanco                                            | 14e Álvaro González de Galdeano     |

Spaanse wielerploeg Vitalicio Seguros: 1998–2000
Aggiano ·
Aparicio ·
Benítez ·
Blanco ·
Buenahora ·
Casero ·
Clavero ·
Domínguez ·
Ferrigato ·
Freire ·
D. García · 
F. García ·
González de Heredia ·
Horrillo ·
Indurain ·
Manchon ·
Mercado ·
Rincón ·
Salmerón ·
Smetanin ·
Steinhauser ·
Zintsjenko
Aggiano ·
Benítez ·
Blanco ·
Buenahora ·
Casero ·
Cerezo ·
Clavero ·
Domínguez ·
Freire  ·
D. García · 
F. García ·
Á. González de Galdeano · 
I. González de Galdeano ·
González de Heredia ·
Horrillo ·
Indurain ·
Manchon ·
Medina ·
Mercado ·
Parra ·
Peña ·
Salmerón ·
Smetanin ·
Zintsjenko
Aggiano ·
Blanco ·
Castañeda ·
Cerezo ·
Domínguez ·
García ·
Á. González de Galdeano · 
I. González de Galdeano ·
Horrillo ·
Hruška (tot 13/09) ·
Martín ·
Medina ·
Mercado ·
Parra ·
Peña ·
Pérez ·
Rebollo ·
Vicario